# Sandra Laoura
Sandra Laoura (Constantina, Argelia, 21 de julio de 1980) es una deportista francesa de origen argelino que compitió en esquí acrobático, especialista en las pruebas de baches.
Participó en dos Juegos Olímpicos de Invierno, en los años 2002 y 2006, obteniendo una medalla de bronce en Turín 2006, en la prueba de baches.

## Medallero internacional
| Juegos Olímpicos | Juegos Olímpicos | Juegos Olímpicos  | Juegos Olímpicos |
| Año              | Lugar            | Medalla           | Competición      |
| ---------------- | ---------------- | ----------------- | ---------------- |
| 2006             | Turín (Italia)   | Medalla de bronce | Baches           |